# 태극권 2
태극권 2(太極券, Tai Chi II)는 홍콩에서 제작된 원화평, 장신염 감독의 1996년 액션 영화이다. 오경 등이 주연으로 출연하였고 왕혜겸 등이 제작에 참여하였다.

## 출연

### 주연
- 오경
- 종려시
- 호혜중

### 조연
- 정호남
- 유순
- 주비리
- 계춘화
- 다렌 샤라비
- 우해

## 제작진
- 미술: 서염아
- 무술감독: 원화평